# Ginnasio dell'Istituto di tecnologia di Pechino
Il Ginnasio dell'Istituto di tecnologia di Pechino (北京理工大學體育館S, in inglese Beijing Institute of Technology Gymnasium) è un palazzetto dello sport di 5 000 posti situato nel campus dell'Istituto di tecnologia di Pechino, in Cina.
Ha ospitato le partite di pallavolo alle olimpiadi estive 2008 e di goalball ai Giochi paralimpici estivi 2008.